# Rio Susquehanna
O Rio Susquehanna é um rio da Região Norte dos Estados Unidos da América, que possui 715 km de comprimento e desemboca na Baía de Chesapeake.

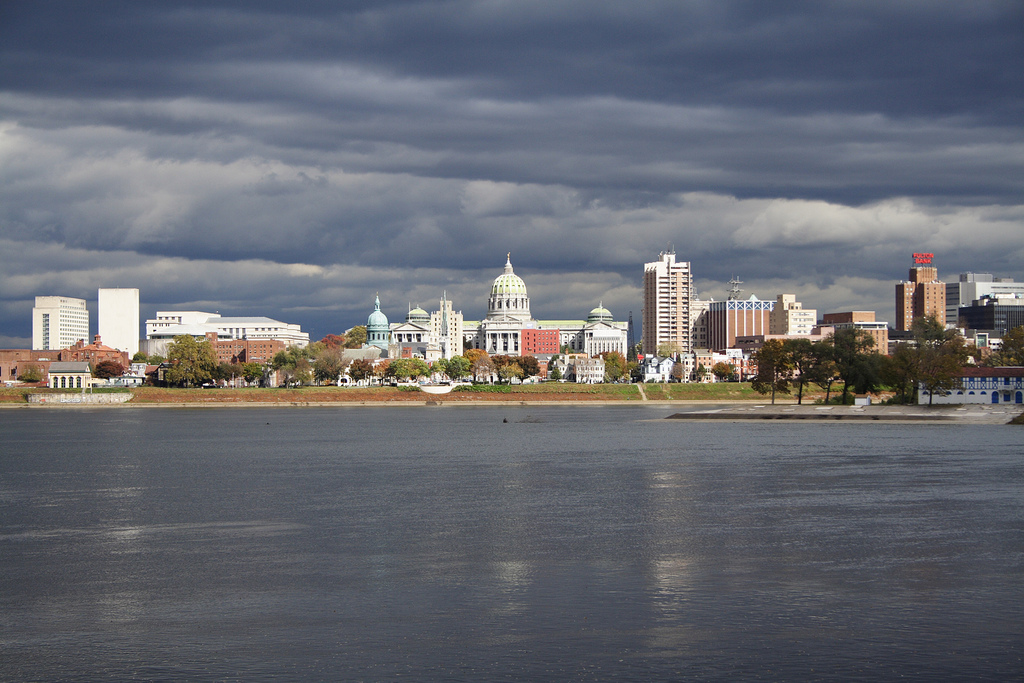
O rio Susquehanna em Harrisburg, Pensilvânia

O rio Susquehanna é o maior rio da Costa Leste dos Estados Unidos. Por área de bacia hidrográfica, é o 16º maior rio dos Estados Unidos, e também o maior rio nos Estados Unidos continentais do início do século XXI sem tráfego de barcos comerciais.
O rio Susquehanna forma-se a partir de dois braços principais: o North Branch, que nasce em Cooperstown, Nova York, e é considerado pelos cartógrafos federais como o braço principal ou cabeceira, e o West Branch, que nasce no oeste da Pensilvânia e junta-se ao agente principal perto de Northumberland, no centro da Pensilvânia.
O rio Susquehanna também teve 1,5 milhões de litros de água radioativa lançados em seu leito no acidente de Three Mile Island, a central nuclear que, em 28 de março de 1979, teve fusão parcial, causando vazamento de gás radioativo na atmosfera e vazamento do líquido refrigerante (água radioativa) no rio. O acidente só foi superado pelo acidente nuclear de Chernobil em 26 de abril de 1986, na Usina Nuclear de Chernobil (originalmente chamada Vladimir Lenin).